# Donald Ward Lathrap
Donald Ward Lathrap  (4 de julio de 1927 - 13 de mayo de 1990) fue un arqueólogo estadounidense que se especializó en el estudio de la cultura neolítica estadounidense. Fue profesor de Antropología en la Universidad de Illinois en el momento de su muerte.

## Educación
Lathrap se crio en el área al norte de Berkeley, California. Se graduó de Berkeley High School. En 1950 recibió una licenciatura en Antropología de la Universidad de California, Berkeley, estudiando con Alfred L. Kroeber y Carl Sauer. Mientras estuvo en UCB, Lathrap trabajó como arqueólogo asistente para el California Archaeological Survey. Publicó varios artículos sobre la arqueología del área de California. También trabajó en el Lowie Museum of Anthropology de Berkeley (ahora el Museo de Antropología Phoebe A. Hearst). Esta exposición a los artefactos de los museos lo convenció de que la cultura material es una fuente valiosa para la investigación histórica.
Lathrap dejó California en 1959, tomando un puesto en el Departamento de Antropología de la Universidad de Illinois en Champaign-Urbana, donde influyó significativamente en la dirección arqueológica del departamento. Trabajó en la arqueología de América del Sur, que se centró en la Amazonía y el Perú. También investigó la arqueología de California y el Medio Oeste. Su orientación fue significativamente influenciada por las consideraciones geográficas de Sauer. Gran parte de su carrera inicial estuvo marcada por sus acalorados desacuerdos con Betty Meggers sobre los roles respectivos de difusión y desarrollo local. Lathrap (1971) propuso que la Amazonia era un centro importante para la alfarería del Formativo temprano, mientras que Meggers consideraba a los japoneses como los inventores de la cerámica y atribuía la alfarería sudamericana a la difusión desde Japón. Lathrap, por lo general, consideraba a la Amazonia como una fuente de innovación en América del Sur (197), mientras que Meggers consideraba más a los Andes como la principal fuente de innovación (1972).
Lathrap tomó estudios de postgrado en la Universidad de Harvard, donde estudió con Gordon Willey. Recibió un Ph.D. en Antropología de Harvard en 1962.

## Carrera
En su carrera, Lathrap comisarió varias exhibiciones del museo. Su exhibición más influyente, "Ancient Ecuador: Culture, Clay and Creativity 3000-300 B.C.", se organizó para el Field Museum of Natural History en Chicago y viajó a muchos museos importantes (Lathrap et al., 1975). En 1975 fue nombrado asociado de investigación en el Departamento de Antropología del Field Museum.
En una de sus obras más recientes, Lathrap y R. C. Troike unieron su experiencia en arqueología y lingüística de California para modelar la dinámica de la historia de la cultura de la costa oeste (Lathrap y Troike 1988). Utilizando su comprensión de la lingüística, sugirieron que la costa oeste era un corredor importante y que se había ocupado antes de lo que generalmente se acepta en la actualidad.
Lathrap era profesor de antropología en la Universidad de Illinois cuando murió de una embolia después de una cirugía abdominal en mayo de 1990.